# Hodgenville (Kentucky)
Hodgenville település az Amerikai Egyesült Államok Kentucky államában, LaRue megyében, melynek megyeszékhelye is. Lakosainak száma 3235 fő (2020. április 1.).

## Népesség
A település népességének változása:

| 2010 | 3 206 |
| 2020 | 3 235 |